# Licinio II

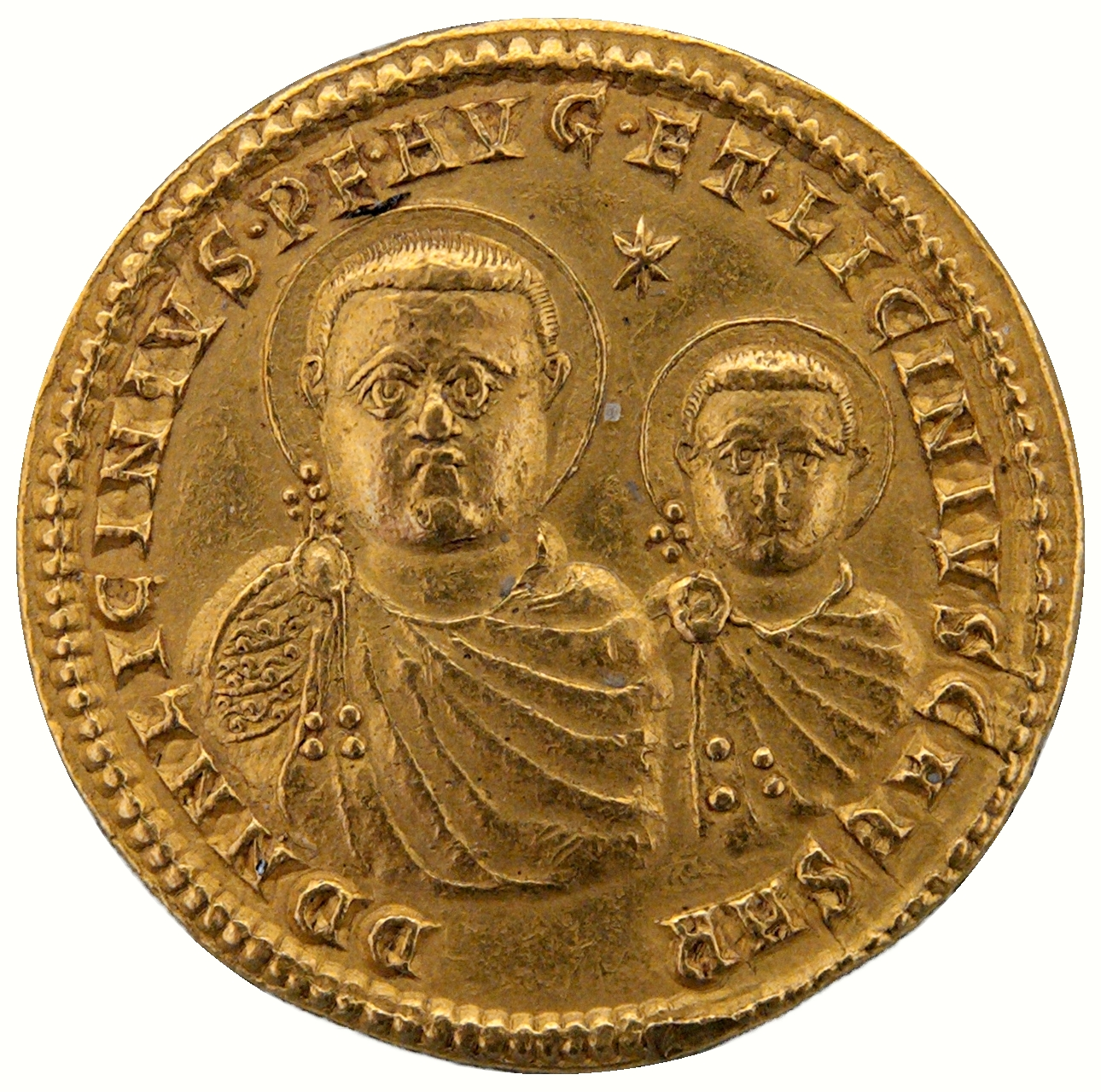
Moneda de oro con las efigies de Licinio padre e hijo. Ceca de Nicomedia, 320.

Licinio II o Licinio el Joven, de nombre completo Valerio Liciniano Licinio (aprox. 315–326), fue un hijo del emperador romano Licinio. Fue César nominal del imperio oriental entre 317 y 324, mientras que su padre ostentaba el título de Augusto. Su madre era la esposa de Licinio, Flavia Julia Constancia, que era también medio hermana por parte de padre de Constantino I.
Después de su derrota por Constantino en la batalla de Crisópolis, Licinio el Viejo fue puesto bajo cautiverio en Tesalónica. Al cabo de un año, no obstante, en 325, Constantino ordenó la ejecución de Licinio. 
Licinio el Joven, pese a ser sobrino de Constantino, también cayó víctima de las sospechas del emperador y fue asesinado, probablemente en el contexto de la ejecución de Crispo en 326.
Otros informes indican, sin embargo, que Licinio el Joven fue forzado a la esclavitud en las fábricas textiles imperiales de África, donde se le sitúa en 336. No obstante, el decreto imperial de 336 en que se basa esta teoría indica que el «hijo de Liciniano» al que se refiere fue devuelto a su condición natal de esclavo, lo que es totalmente incompatible con la condición de un hijo de la hermana de Constantino.